# 네버 투 영 투 다이
《네버 투 영 투 다이》(Never Too Young To Die)는 미국에서 제작된 길 브렛맨 감독의 1986년 액션, 모험, 드라마 영화이다. 존 스타모스 등이 주연으로 출연하였고 스티븐 폴 등이 제작에 참여하였다.

## 출연

### 주연
- 존 스타모스
- 베니티

### 조연
- 진 시몬즈
- 조지 라젠비
- 피터 퀑
- 에드 브락
- 존 앤더슨
- 로버트 잉글런드
- 타라 버크먼
- 커티스 테일러
- 존 그린
- 팀 콜세리
- 존 미란다
- 패트릭 M. 라이트
- 게리 카스퍼
- 아트 페이턴
- 이바 미렐레스
- 랜디 홀
- 브랜스콤비 리치몬드

## 기타
- 미술: 데일 앨런 펠튼
- 세트: 데보라 에반스
- 세트: 캐롤 웨스트콧
- 의상: 프레드 롱
- 배역: 도로시 코스터 폴